# Walter E. Williams
Walter Edward Williams (n. 31 martie 1936, Pennsylvania, SUA – d. 1 decembrie 2020, Universitatea George Mason⁠(d), Virginia, SUA) a fost un economist, comentator și intelectual american. Williams a fost profesor de economie în cadrul Universității George Mason⁠(d) și editorialist⁠(d). Cunoscut pentru convingerile sale libertariane și liberale, lucrările sale au fost publicate în Townhall⁠(d), WorldNetDaily⁠(d) și Jewish World Review⁠(d). Acesta a fost deseori gazda emisiunii radio prezentată de Rush Limbaugh când acesta din urmă nu era disponibil.

## Biografie
Williams s-a născut în Philadelphia pe 31 martie 1936. Tatăl lui Williams a părăsit familia, iar acesta și sora sa au fost crescuți doar de mamă. Familia a locuit la început în Philadelphia de Vest, iar apoi s-au mutat în partea de nord a orașului în locuințele sociale⁠(d) Richard Allen când acesta avea 10 ani. Printre vecinii săi a fost și tânărul Bill Cosby.
După ce a absolvit liceul Benjamin Franklin⁠(d), Williams a călătorit în California unde a locuit împreună cu tatăl său și a urmat cursurile Colegiului Los Angeles⁠(d) timp de un semestru. Mai târziu s-a întors în Philadelphia și a început să lucreze ca taximetrist pentru Yellow Cab Company⁠(d). În 1959, a fost recrutat în armată și a activat ca soldat în armata Statelor Unite.
Fiind detașat în sudul țării, Williams „a luptat de unul singur împotriva legilor Jim Crow din interiorul armatei”. A contestat ordinea rasială cu declarații provocatoare la adresa celorlalți soldați. Din cauza acestor afirmații, a ajuns la curtea marțială unde și-a susținut cazul și a fost găsit nevinovat. La scurt timp după, a fost transferat în Coreea. La sosire, acesta a bifat „caucazian” la rasă pe formularul personal. Când a fost chemat să dea explicații, Williams a susținut că dacă ar fi bifat „negru”, ar fi primit cele mai proaste slujbe existente. Acesta i-a trimis președintelui John F. Kennedy o scrisoare din Coreea în care denunța rasismul omniprezent în guvern și armată, respectiv se întreba ce reacții ar trebui americanii de culoare să aibă față de starea de fapt. 
Acesta a primit un răspuns de la Secretarul Adjunct al Apărării, Alfred B. Fitt⁠(d), răspuns pe care l-a caracterizat drept „cel mai rațional răspuns pe care l-am primit de la vreun oficial”.
După serviciul militar, Williams a lucrat pentru Departamentul de Probațiune din comitatul Los Angeles⁠(d) unde a monitorizat grupurile de delicvenți minori din 1963 până în 1967. De asemenea, și-a reluat studiile și a obținut o diplomă de licență în economie în 1965 în cadrul California State College (astăzi Universitatea de Stat din California, Los Angeles⁠(d)). A obținut atât diploma de master, cât și titlul de doctor în economie în cadrul UCLA. Teza sa de doctorat a fost publicată cu titlul The Low-Income Market Place.
În timpul studiilor la UCLA, Thomas Sowell a ajuns în campusul universitar în 1969 în calitate de profesor invitat. Deși nu a participat niciodată la cursurile lui Sowell, cei doi s-au cunoscut și au rămas prieteni pe viață. În vara anului 1972, Sowell a fost angajat ca director al Proiectului Minorităților Etnice al Institutului Urban, iar mai târziu Williams a devenit membru al proiectului. Corespondența dintre cei doi este publicată în lucrarea A Man of Letters, o autobiografie din 2007 redactată de Sowell.

## Cariera
În timpul studiilor sale de doctorat, Williams a fost instructor în economie la Colegiul Los Angeles⁠(d) din 1967 până în 1969 și la Cal State Los Angeles⁠(d) din 1967 până în 1971.
După ce s-a întors în Philadelphia, Williams a predat economie la Universitatea Temple⁠(d) din 1973 până în 1980. În anul universitar 1975–76, Williams a fost un cercetător invitat la Instituția Hoover⁠(d) din cadrul Universității Stanford. În 1980, Williams s-a alăturat Facultății de economie de la Universitatea George Mason⁠(d) din Fairfax, Virginia. În același an, Williams a început să redacteze o rubrică intitulată „A Minority View” pentru Heritage Features Syndicate care a fuzionat cu Creators Syndicate⁠(d) în 1991.  Din 1995 până în 2001, Williams a condus departamentul de economie din cadrul George Mason. Cursurile predate de Williams la George Mason includ „Microeconomie intermediară” (curs universitar) și „Teoria microeconomică I” (curs postuniversitar). Williams a continuat să predea la George Mason până la moartea sa în 2020.
În cariera sa de aproape cincizeci de ani, acesta a scris sute de articole, recenzii de cărți și comentarii pentru reviste academice; printre acestea sunt American Economic Review⁠(d), Policy Review⁠(d) și Journal of Labor Research⁠(d). De asemenea, a publicat și în reviste precum The American Spectator, Newsweek, Reason⁠(d) și The Wall Street Journal.
Acesta a primit o diplomă onorifică din partea Universidad Francisco Marroquín⁠(d). A făcut parte din diverse comisii consultative: Comitetul de revizuire a studiilor economice pentru Fundația Națională pentru Știință, Fundația Reason⁠(d), Comitetul Național de Limitare a Impozitelor și Institutul Hoover.
Williams a scris zece cărți începând din 1982 cu The State Against Blacks and America: A Minority Viewpoint. A scris și prezentat documentare pentru PBS⁠(d) în 1985. Documentarul „Good Intentions” s-a bazat pe cartea sa The State Against Blacks.

### Articole
- en Site oficial - Walter E. Williams
- en Publicații de Walter E. Williams la Creators Syndicate
- en Walter E. Williams publicații indexate de Google Schoolar

### Audio
- en Robert Russ - Walter Williams on Life, Liberty and Economics (2006)
- en Interviu National Review Online cu Walter E. Williams

### Video
- en Interviuri la C-SPAN